# L'Agulló (Granera)
L'Agulló és una masia del terme municipal de Granera, a la comarca catalana del Moianès. Pertany a la parròquia de Sant Martí de Granera.
Està situada a 752,5 metres d'altitud a prop i al nord-est del Barri de Baix de Granera, a migdia de la Serra Pelada. Queda a ponent del Pantà del Marcet.
S'hi accedeix des del Barri de Baix. Des de la carretera BV-1245 al seu pas per aquest barri, surt una pista rural en bon estat que en uns 700 metres, cap al nord-est, mena a l'Agulló.